# Museu Czartoryski
El Museu Czartoryski és un museu situat a Cracòvia (Polònia), fundat el 1796 per la princesa Izabela Czartoryska per conservar el patrimoni polonès, seguint el lema de la princesa "El passat per al futur."

## Història
Els primers objectes en el llavors anomenat "Temple de la memòria" van ser trofeus que commemoraven la victòria contra els turcs en la batalla de Viena en 1683. El Museu també conté objectes històrics dels tresors de la Catedral de Wawel, el Castell Reial i altres objectes donats per les famílies nobles poloneses (szlachta). Izabela també va comprar els tresors del Duc de Brabante, incloent els llibres que eren considerats un element destacat de la col·lecció. Influïts pel moviment artístic romàntic, també va adquirir una sèrie de relíquies de significat sentimental com una cadira de Shakespeare, o les cendres de El Cid i Jimena de la Catedral de Burgos.
En 1798, el fill d'Izabela, Príncep Adam Jerzy Czartoryski, va viatjar a Itàlia i va adquirir La dama de l'ermini de Leonardo da Vinci, El Retrat d'un jove de Rafael, i moltes antiguitats romans. No obstant això, el príncep Adam Jerzy va ser sempre més un polític que un col·leccionista d'art. Després del fallit Aixecament de Novembre en 1830 es va exiliar a París, on va establir el Museu Viu de Polònia, en el qual va exhibir tots els objectes del primer museu.
A la seva mort, el seu fill menor, el príncep Władysław, es va fer càrrec del museu. Sent un autèntic col·leccionista, ell i la seva germana, la princesa Izabela Dzalynska, ampliar la col·lecció per incloure: la catifa polonesa, gots etruscs i grecs, antiguitats romans i egípcies, i una altra sèrie d'armes i armadures, així com esmalts de Llemotges. A la Exposition des Arts décoratifs de 1865, celebrada a París, Władysław va obrir unpavelló polonèsper exhibir la famosa catifa i altres parts de la col·lecció.
En 1871, després de la derrota francesa en la Guerra francoprussiana, el príncep Władysław va empaquetar o va ocultar la major part dels artefactes i va fugir. En 1874, la ciutat de Cracòvia li va oferir l'arsenal en l'Antiga Muralla com a museu, que ell va renovar cridant a Eugène Viollet-le-Duc, qui al seu torn va delegar el projecte en el seu gendre Maurice Ouradou. En 1878, cent anys després que la princesa Izabela establís el seu museu a Puławy, va obrir el museu nou, tal com es coneix avui. El príncep Władysław va continuar afegint objectes a la col·lecció durant els següents vint anys, fins que va morir en 1894.
El fill de Władysław, el príncep Adam Ludwik, va continuar el treball del seu pare. Durant la Primera Guerra Mundial, la part més valuosa de la col·lecció va ser portada a Dresden. El 1918, després de la guerra, Hans Posse, Director de les col·leccions reals, era poc inclinat a tornar la col·lecció. Temia la inestabilitat de Polònia. No obstant això, després de dos anys de negociació, tots els objectes van ser recobrats i transferits al Museu de la Família en Cracòvia el 1920. La signatura del Tractat de Riga (1921) va significar el retorn de tots els objectes saquejats o confiscats durant el tsarisme a causa de la revolució bolxevic.
Durant la Segona Guerra Mundial es van amagar part de les col·leccions, però van caure en mans de l'exèrcit alemany. No obstant això, les pintures no van resultar severament danyades, encara que es van manejar bastant toscament.
El 25 de gener de 1940 es van seleccionar els 85 objectes més importants i es van enviar a Dresden, on el Dr Posse, plenipotenciari de Hitler va decidir que tots els objectes passarien a formar part de la Col·lecció del Führer en Linz. Des d'aquest moment el museu, el conservador anava a morir en un camp de concentració, va quedar tancat al públic.
El 1945, Dr Hans Frank, governador alemany de Polònia i amic personal de Hitler, va portar les pintures de Berlín al seu propi castell de Wawel. Però quan els alemanys van evacuar Cracòvia al gener, es va portar les pintures amb ell a Silèsia i després a la seva pròpia vila en Neuhaus. Els americans van arrestar al Dr Frank el 4 de maig, i el representant polonès davant la Comissió Aliada per a la Recuperació d'Obres d'Art va reclamar les pintures robades en nom del Museu Czartoryski. No obstant això, els Rafael i altres 843 objectes havien desaparegut de la col·lecció.
El museu va ser reobert pel govern comunista. El museu va sobreviure gràcies a la tasca del professor Marek Rostworoski. El 1991, el Tribunal Suprem de la Nació va retornar el Museu al príncep Adam Karol Czartoryski, al costat de la biblioteca en un edifici proper. Avui dia està administrat per la Fundació dels Prínceps Czartoryski creada pel príncep Adam Karol en 1991. Rep més de 12.000 visitants l'any.

## Galeria

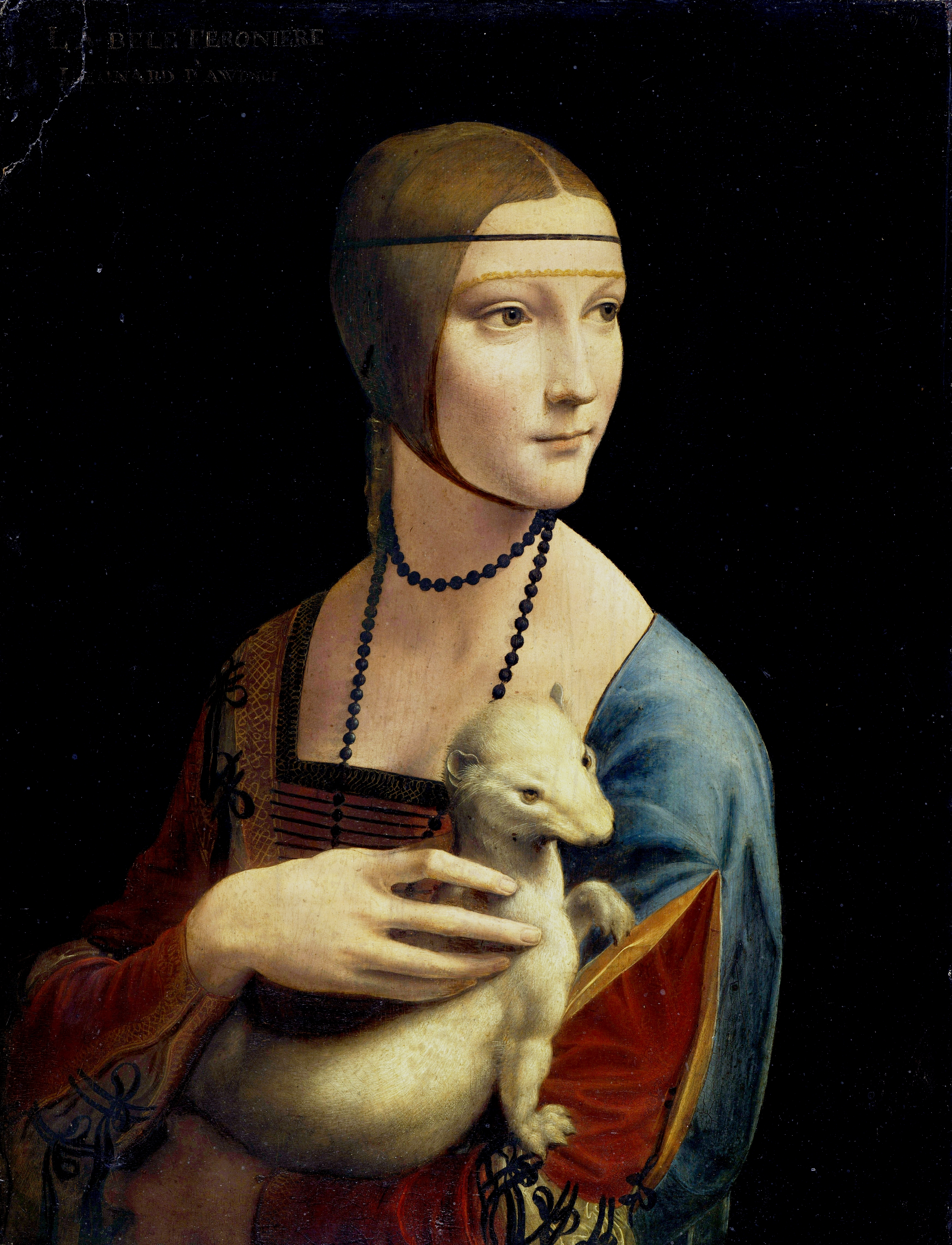
Leonardo da Vinci:La dama de l'ermini.
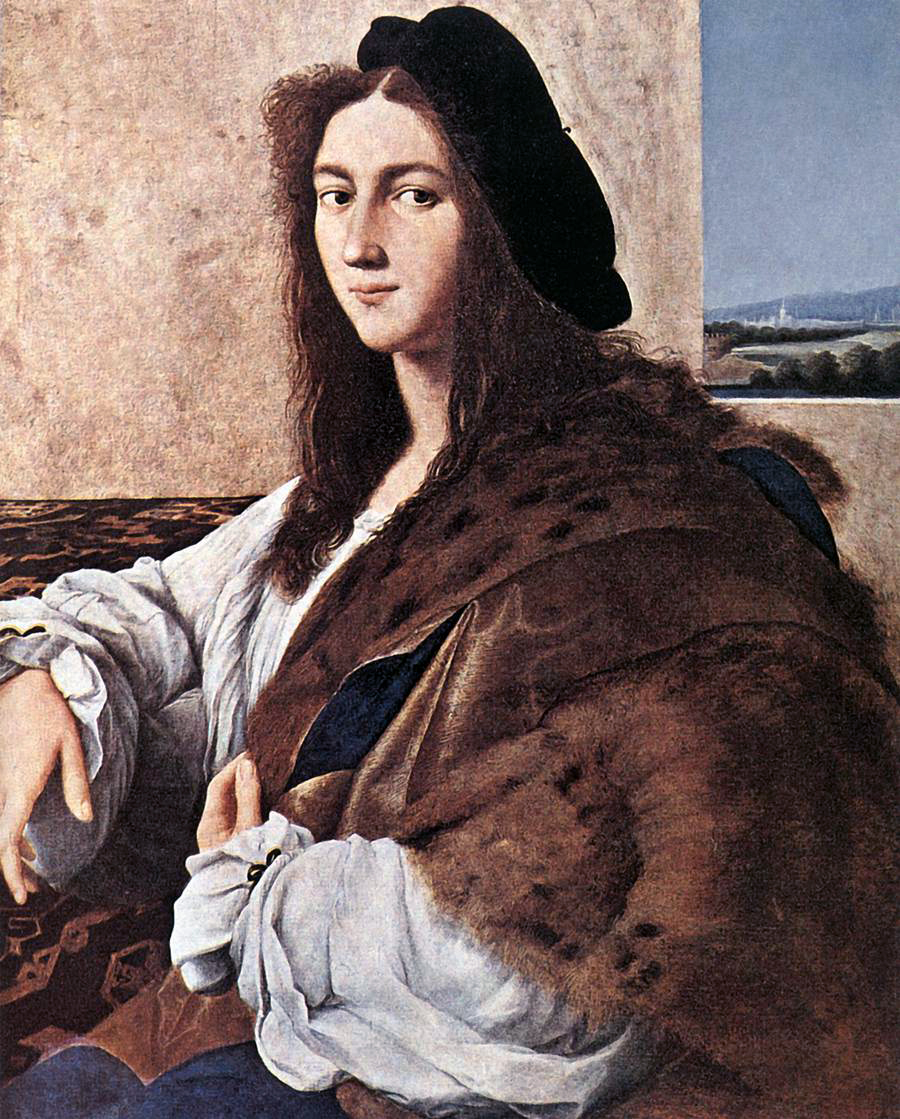
Rafael Sanzio (atribuïda): Retrat d'un jove
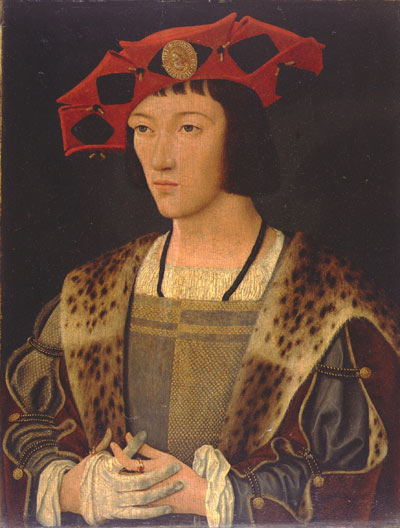
Jan Mostaert: Retrat de Carles VIII.
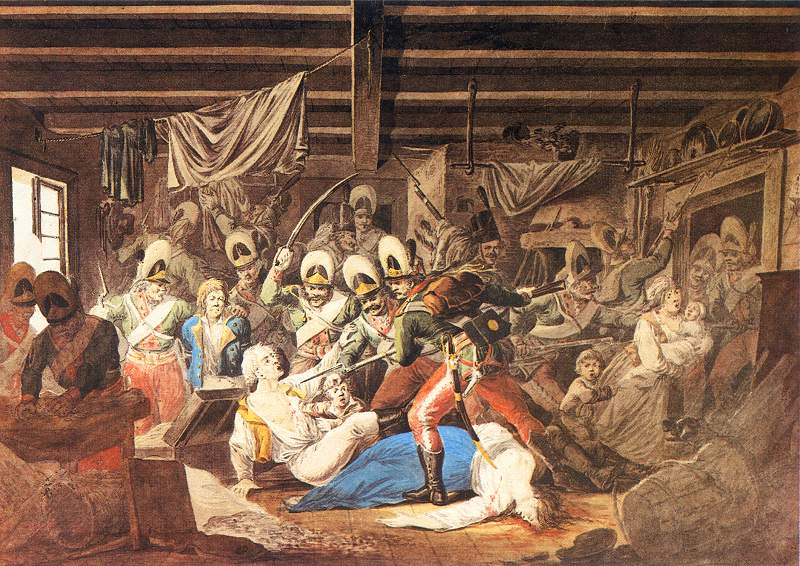
Aleksander Orłowski: Masacre de Praga